# Arrondissement Orléans
Orléans is een arrondissement van het Franse departement Loiret in de regio Centre-Val de Loire. De onderprefectuur is Orléans.

## Kantons
Het arrondissement was tot 2014 samengesteld uit de volgende kantons:
- Kanton Artenay
- Kanton Beaugency
- Kanton Châteauneuf-sur-Loire
- Kanton Chécy
- Kanton Cléry-Saint-André
- Kanton La Ferté-Saint-Aubin
- Kanton Fleury-les-Aubrais
- Kanton Ingré
- Kanton Jargeau
- Kanton Meung-sur-Loire
- Kanton Neuville-aux-Bois
- Kanton Olivet
- Kanton Orléans-Bannier
- Kanton Orléans-Bourgogne
- Kanton Orléans-Carmes
- Kanton Orléans-La Source
- Kanton Orléans-Saint-Marc-Argonne
- Kanton Orléans-Saint-Marceau
- Kanton Ouzouer-sur-Loire
- Kanton Patay
- Kanton Saint-Jean-le-Blanc
- Kanton Saint-Jean-de-Braye
- Kanton Saint-Jean-de-la-Ruelle
- Kanton Sully-sur-Loire

Na de herindeling van de kantons bij decreet van 25 februari 2014 met uitwerking op 22 maart 2015 omvat het arrondissement volgende kantons:
- Kanton Beaugency
- Kanton Châteauneuf-sur-Loire
- Kanton La Ferté-Saint-Aubin
- Kanton Fleury-les-Aubrais
- Kanton Lorris  ( deel : 1/38 )
- Kanton Meung-sur-Loire
- Kanton Olivet
- Kanton Orléans-1
- Kanton Orléans-2
- Kanton Orléans-3
- Kanton Orléans-4
- Kanton Pithiviers  ( deel : 4/35 )
- Kanton Saint-Jean-de-Braye
- Kanton Saint-Jean-de-la-Ruelle
- Kanton Saint-Jean-le-Blanc
- Kanton Sully-sur-Loire  ( deel : 18/23 )